# Hatalmas Aphrodité
A Hatalmas Aphrodité (eredeti cím: Mighty Aphrodite) 1995-ös amerikai filmvígjáték, melynek rendezője és forgatókönyvírója Woody Allen. A főszerepben Woody Allen, Mira Sorvino, Helena Bonham Carter, Michael Rapaport és F. Murray Abraham látható. A forgatókönyvet Pügmalión története ihlette.
A filmet 1995. október 27-én mutatták be.

## Cselekmény
A film az ókori görög romoknál kezdődik, ahol egy éneklő görög kórus mutatja be és meséli el Lenny Weinrib történetét. Lenny sportújságíró Manhattanben, felesége az ambiciózus gondnoknő, Amanda. A pár úgy dönt, hogy örökbe fogadnak egy kisbabát, egy fiút, akit Maxnak neveznek el. Lenny el van ámulva fiuktól, akiről egyre inkább kiderül, hogy tehetséges gyermek.
Lenny megszállottan próbálja kideríteni Max biológiai anyjának kilétét. Hosszas keresés után Lenny megdöbbenve tapasztalja, hogy a nő prostituált és részmunkaidős pornósztár, aki több nevet is használ, de bevallja, hogy a születési neve Leslie Ash, és azért szereti a „Linda” nevet, mert spanyolul azt jelenti, hogy „gyönyörű”. Lenny találkozót beszél meg vele a lakásán. Linda meglehetősen bohókás, durva humorérzékkel és illúziókkal küzd, hogy színpadi színésznő lesz belőle. Lenny nem fekszik le vele, hanem arra biztatja, hogy hagyja abba a prostitúciót, és kezdjen egészséges életet. Linda dühös lesz, visszaadja Lenny pénzét, és távozásra kényszeríti.
Lenny azonban elhatározza, hogy összebarátkozik vele, és jobbá teszi az életét. Először sikerül Lindát elszakítania erőszakos stricijétől, majd megpróbálja a nőt összehozni egy volt bokszolóval, Kevinnel. Úgy tűnik, hogy jól összeillő párost alkotnak, amíg Kevin rá nem jön Linda múltjára.
Eközben Lenny és Amanda eltávolodnak egymástól, aminek oka Lenny Linda iránti szenvedélye, de Amanda karrierje és a kollégájával, Jerryvel való viszonya is. Amanda elmondja Lennynek, hogy szeretné felfedezni a Jerryvel való kapcsolatát. Lenny és Linda megvigasztalják egymást a szakításuk után, és szexelni kezdenek. Másnap azonban Lenny kibékül Amandával, és rájönnek, hogy még mindig szerelmesek egymásba. Linda sikertelenül próbál újra összejönni Kevinnel, de a Manhattanbe vezető úton meglátja, hogy egy helikopter zuhan le az égből. Félreáll, és elfuvarozza a pilótát, Dont. A görög kórusban derül ki, hogy végül összeházasodnak, bár Linda immár terhes Lenny gyermekével.
Néhány évvel később Linda (a kislányával) és Lenny (Max-szel) egy játékboltban találkoznak. Mindketten egymás gyermekeit nevelik, de nem veszik észre. Linda megköszön mindent, amit Lennyért tett, hogy segítsen neki, majd döbbenten hagyja ott Lennyt. A film a görög kórus éneklésével és táncával ér véget.

## Szereplők
| Színész              | Szerep               | Magyar hang          |
| -------------------- | -------------------- | -------------------- |
| Woody Allen          | Lenny Weinrib        | Kern András          |
| Mira Sorvino         | Linda Ash            | Kiss Erika           |
| Helena Bonham Carter | Amanda Sloan Weinrib | Balázs Ági           |
| Michael Rapaport     | Kevin                | Reisenbüchler Sándor |
| F. Murray Abraham    | görög kórusvezető    | Beregi Péter         |
| Olympia Dukakis      | Iokaszté             | Kassai Ilona         |
| David Ogden Stiers   | Laiosz               | Breyer László        |
| Jack Warden          | Teiresziasz          | Pataky Imre          |
| Danielle Ferland     | Kasszandra           | Antal Olga           |
| Peter Weller         | Jerry Bender         | Orosz István         |
| Claire Bloom         | Mrs. Sloan           |                      |
| Paul Giamatti        | statiszta            | Rudas István         |

## Bemutató
A Hatalmas Aphrodité a Torontói Nemzetközi Filmfesztiválon debütált, mielőtt az Amerikai Egyesült Államokban korlátozott kiadásban bemutatták volna. A filmet 19 moziban mutatták be, és 326 494 dollárt keresett a nyitóhétvégén. A film végül 6 401 297 dolláros bevételt ért el az Egyesült Államokban és 19 598 703 dollárt a nemzetközi piacokon, összesen 26 millió dollárot hozott világszerte.

## Fordítás
- Ez a szócikk részben vagy egészben  a   Mighty Aphrodite című angol Wikipédia-szócikk fordításán alapul.  Az eredeti cikk szerkesztőit annak laptörténete sorolja fel. Ez a jelzés csupán a megfogalmazás eredetét és a szerzői jogokat jelzi, nem szolgál a cikkben szereplő információk forrásmegjelöléseként.